# District d’Akjaik
Le district d'Akjaik (en kazakh : Ақжайық ауданы) est un district de l'oblys du Kazakhstan-Occidental au Kazakhstan.

## Géographie
Le centre administratif du district est de  Tchapaev.

## Démographie
En  2013, le district a une population estimée à 45 500 habitants.